# 厄瓜多爾鬃鼠屬
厄瓜多爾鬃鼠屬（学名：Scolomys），哺乳綱、囓齒目、倉鼠科的一屬，而與厄瓜多爾鬃鼠屬（厄瓜多爾鬃鼠）同科的動物尚有褐鼷鼠屬（褐鼷鼠）、棉鼠屬（棕棉鼠）、南美水鼠屬（南美水鼠）、登鼠屬（南方登鼠）等之數種哺乳動物。

## 下属物种
本属包括以下物种：
- Scolomys melanops Anthony, 1924
- Scolomys ucayalensis Pacheco, 1991